# Rhaphiomidas michelbacheri
Rhaphiomidas michelbacheri är en tvåvingeart som beskrevs av Mont A. Cazier 1985. Rhaphiomidas michelbacheri ingår i släktet Rhaphiomidas och familjen Mydidae. Inga underarter finns listade i Catalogue of Life.